# Barrandov Studios
Barrandov Studios (thành lập năm 1945 với tên gọi Filmové továrny AB na Barrandově, đến năm 1991 đổi tên thành Filmové studio Barrandov) là một trong những hãng phim truyện hàng đầu Tiệp Khắc - nay là Cộng hòa Séc.
Trụ sở chính của hãng đặt tại Praha.

## Phim đã sản xuất

### Thập kỷ 60
- Joe Nước Chanh hay vở opera "Ngựa hoang" (1964)
- Obchod na korze (1965)
- Lásky jedné plavovlásky (1965)
- Ostře sledované vlaky (1966)
- Marketa Lazarová (1967)
- Buổi khiêu vũ hàng năm của lính cứu hỏa (1967)
- Cái chết của điệp viên W4C (1967)
- Giải phóng (1968)

### Thập kỷ 70
- Ba điều ước dành cho nàng Lọ Lem (1973)
- Adéla chưa ăn bữa tối (1977)

### Thập kỷ 80
- Yentl (1983)
- Amadeus (1984)
- Vesničko má středisková (1985)
- Cuộc chiến ở Moskva (1985)
- Boris Godunov (1986)
- Radikální řez (1983)

### Thập kỷ 90
- Kafka (1991)
- Trường tiểu học (1991)
- Mladý Indiana Jones (1992)
- Stalingrad (1993)
- Nehynoucí láska (1994)
- Tàu điện ngầm (1995)
- Kolja (1996)
- Điệp vụ bất khả thi (1996)
- Sněhurka – Příběh hrůzy (1997)
- Bídníci (1998)
- My Giant (1998)
- Lazebník sibiřský (1998)
- Plunkett & Macleane (1999)
- Ravenous (1999)

### Những năm 2000
- Dračí doupě (2000)
- Příběh rytíře (2001)
- Z pekla (2001)
- Aféra s náhrdelníkem (2001)
- Agent bez minulosti (2002)
- xXx (2002)
- Blade II (2002)
- Česká spojka (2002)
- Hartova válka (2002)
- Liga výjimečných (2002)
- Hitler: Nguồn gốc của quỷ (2003)
- Děti duny (2003)
- Rytíři ze Šanghaje (2003)
- Đuổi bắt Tự do (2004)
- Hoàng tử và em (2004)
- Kẻ cắp gặp bà già (2004)
- Quỷ Đỏ (2004)
- Van Helsing (2004)
- Eurotrip (2004)
- Oliver Twist (2005)
- Anh em Grimm (2005)
- Doom (2005)
- Lovci dinosaurů (2005)
- Naprosto osvětleno (2005)
- Hostel (2006)
- Letopisy Narnie: Lev, čarodějnice a skříň (2005)
- Tristan và Isolde (2006)
- Poslední prázdniny (2006)
- Tôi đã từng phục vụ nhà vua nước Anh (2006)
- Iluzionista (2006)
- Satan přichází (2006)
- Sòng bạc Hoàng gia (2006)
- Hannibal Rising (2007)
- Hostel: Part 2 (2007)
- Babylon A.D. (2007)
- Letopisy Narnie: Princ Kaspian (2008)
- G.I.Joe (2009)
- The Philanthropist (TV series) (2009)
- Unaveni sluncem 2 (2009)
- Faust (2009)